# 22777 McAliley
22777 McAliley è un asteroide della fascia principale. Scoperto nel 1999, presenta un'orbita caratterizzata da un semiasse maggiore pari a 2,4044309 UA e da un'eccentricità di 0,1246495, inclinata di 2,01847° rispetto all'eclittica.